# Ле-Кастеллар-Мелан
Ле-Кастелла́р-Мела́н (фр. Le Castellard-Melan, окс. Lo Castelar e Melan) — коммуна во Франции, находится в регионе Прованс — Альпы — Лазурный Берег. Департамент коммуны — Альпы Верхнего Прованса. Входит в состав кантона Западный Динь-ле-Бен. Округ коммуны — Динь-ле-Бен.
Код INSEE коммуны — 04040.

## Население
Население коммуны на 2008 год составляло 55 человек.
| 1962 | 1968 | 1975 | 1982 | 1990 | 1999 | 2008 |
| ---- | ---- | ---- | ---- | ---- | ---- | ---- |
| 58   | 47   | 47   | 55   | 52   | 52   | 55   |

## Экономика
В 2007 году среди 39 человек в трудоспособном возрасте (15—64 лет) 25 были экономически активными, 14 — неактивными (показатель активности — 64,1 %, в 1999 году было 67,9 %). Из 25 активных работали 24 человека (14 мужчин и 10 женщин), безработным был 1 мужчина. Среди 14 неактивных 5 человек были учениками или студентами, 4 — пенсионерами, 5 были неактивными по другим причинам.

## Достопримечательности
- Замок Кастеллар, разрушен 31 января 1977 года
- Церковь Нотр-Дам, колокол 1642 года
- Часовня Сен-Пьер
- Часовня Сен-Венсан (XI век)